# Antonio Gabrieli
Antonio Gabrieli (Calimera, 23 gennaio 1902 – 7 ottobre 1984) è stato un politico italiano.
Eletto all'Assemblea Costituente nelle file della Democrazia Cristiana, venne confermato nella I legislatura.